# She Wolf (album)
She Wolf je třetí anglické studiové album kolumbijské popové zpěvačky a skladatelky Shakiry. Album bylo vydáno 5. října 2009 u Epic Records a Sony Music Latin. Hudbu složili producenti, samozřejmě výkonná producentka Shakira, dále Amanda Ghost, včetně The Neptunes, John Hill, Wyclef Jean, Lukas Burton, Future Cut, Jerry Duplessis, Jerry Duplessis a Timbaland. Zatímco předchozí alba byly převážně poznamenáy latinským popem a pop rock stylem, toto album obsahuje nově prvky elektro popu, folklóru a World music.
Z alba vzešly čtyři singly. První singl z alba, "She Wolf" spolu s jeho španělskou verzi "Loba", měl komerční úspěch a dostal se do první desítky v několika zemích.

## O albu
V roce 2005, Shakira dosáhla mezinárodního úspěchu s vydáním dvou studiových alb čtvrté ve španělštině (Fijación Oral vol. 1) a páté v angličtině (Oral Fixation Vol. 2) s úspěšnými singly "La Tortura" a "Hips Don't Lie" resp. z každého alba.
Obě alba podpořila s Oral Fixation Tour, které ji vydělalo celosvětově 100 milionu dolarů. V roce 2008, Shakira podepsala desetiletou smlouvu s mezinárodní tour společnosti Live Nation.
Brzy začala Shakira pracovat na svém dalším studiovém anglickém albu s názvem She Wolf, album se nahrávalo na Bahamách. Jak bylo řečeno již v úvodu, předchozí projekty byly převážně poznamenány latinským popem a pop rock stylem, toto album obsahuje nově prvky elektro popu, folklóru a World music.
Na tomto albu je základní styl elektro pop, album v sobě spojuje vlivy hudebních stylů z různých zemí a regionů, jako je Afrika, Kolumbie, Indie a Střední východ.

## Seznam písní
1. She Wolf
2. Did It Again
3. Long Time
4. Why Wait
5. Good Stuff
6. Men In This Town
7. Gypsy
8. Spy (feat. Wyclef Jean)
9. Mon Amour
10. Lo Hecho Esta Hecho
11. Años Luz
12. Loba